# Joseph Vebret
Cet article concerne l’écrivain. Pour la commune du Cantal, voir Vebret.
 (avril 2020).
Si vous disposez d'ouvrages ou d'articles de référence ou si vous connaissez des sites web de qualité traitant du thème abordé ici, merci de compléter l'article en donnant les références utiles à sa vérifiabilité et en les liant à la section « Notes et références ».
Joseph Vebret, né le 22 septembre 1957 à Chamalières (Puy-de-Dôme), est un écrivain français et un éditeur. Il dirige la revue Littératures & Cie.

## Biographie
D’un père auvergnat enseignant et d’une mère moyen-orientale francophone, Joseph Vebret est issu d’une rencontre improbable en 1956 dans un taxi collectif entre Beyrouth et Alep.
Fils unique, nourri de deux cultures, son enfance et une partie de son adolescence se déroulent dans une atmosphère particulière, celle des communautés expatriées, des centres de l’Alliance française, des ambassades et des consulats.
Après quelques années à Lagos, au Nigéria, il entame sa scolarité à Téhéran, puis à Bizerte et à l’Institut français d’Athènes.
De retour en France en 1972, il fait ses études au Lycée Blaise-Pascal de Clermont-Ferrand et décroche un baccalauréat D en 1976.
La suite sera plus chaotique. Inscrit à la Faculté de médecine, il passe plus de temps dans les cafés, à lire et à écrire, que sur les bancs des amphithéâtres. En 1979, après une longue hospitalisation, il entame des études de Droit puis intègre Sciences Po Paris (1982-1984). Dans le même temps, il pige pour des supports locaux et nationaux.
De 1984 à 1990, il est journaliste spécialisé dans les médias (Stratégies, puis rédacteur en chef-adjoint de Médias et enfin rédacteur en chef de L’Écho de la presse). Début 1991, il rejoint le cabinet du ministre de la Communication en qualité de conseiller technique chargé des questions de presse écrite et de publicité (Catherine Tasca puis Georges Kiejman).
En 1993, il prend la rédaction en chef de la revue trimestrielle Médiaspouvoirs (jusqu'en 2001), tout en collaborant à divers journaux, dont Le Point.
En mars 1995, à la suite du dérapage d'un animateur à l'antenne, il est nommé chargé de mission auprès du président de Fun Radio, chargé des questions déontologiques, des relations extérieures et de la création de la fondation d'entreprise dont il sera le directeur général. Dans le même temps, activités éditoriales pour Éditions 1. En 1998, il fonde un cabinet de lobbying et de conseil en communication corporate.
En septembre 1998 paraît son premier roman Le Souffre-plaisir (Jean Picollec éditeur), qui obtiendra le prix d’automne 1998 de la Société des gens de lettres (Thyde Monnier).
En janvier 2002, il décide d'arrêter toute activité salariée pour ne se consacrer qu’à l’écriture. Il se partage alors à temps plein entre l’édition, en qualité de directeur de collection (documents d’actualité et essais littéraires pour plusieurs éditeurs parisiens, notamment L'Archipel), et l’écriture.
Outre des anthologies, il publie en février 2005, une pièce de théâtre, En absence (Éditions l’Archange Minotaure), sélectionnée pour le grand prix de littérature dramatique 2006, qui sera créé et jouée par Alain Carré en avril 2008 au Théâtre du Crève-Cœur à Genève et en septembre 2008 au Palais des beaux-Arts de Bruxelles.
En octobre 2006, il lance Le magazine des Livres, bimestriel dont il assure la direction éditoriale et qui se veut « éclectique, passionné, ouvert, à l’écoute des livres, tous domaines confondus, et des écrivains, tous styles confondus ». Fonctionnant comme une revue, le magazine fait appel à des écrivains confirmés ou en devenir et au photographe Louis Monier.
Depuis 2008 Joseph Vebret s'intéresse plus particulièrement au XIXe siècle et à l'histoire de la littérature. Il publie Friandises littéraires (Écriture), dans l’esprit des recueils de mélanges, en 220 entrées surprenantes, décalées, insolites, inattendues et singulières sur la littérature (qui sera suivi en 2010 des Coquineries littéraires, dans le même esprit). En 2009, il entame une collaboration avec les éditions Librio pour une série d'ouvrages sur les grands procès littéraires, et publie simultanément son second roman, Car la nuit sera blanche et noire (Jean Picollec éditeur) et ses carnets de lecture, Fragments désordonnés (deux volumes, en Suisse uniquement, Éditions de l'Hèbe). En juillet 2010, paraissent ses Causeries littéraires (Préface de Michel Chaillou, Jean Picollec éditeur), quarante entretiens avec des écrivains, réalisés notamment pour Le magazine des Livres entre 2004 et 2010, suivies en juin 2011 d'autres causeries consacrées à Louis-Ferdinand Céline (Céline, l'infréquentable ?, préface de Jean-Marie Rouart de l'Académie française, Jean Picollec éditeur), et en 2015 d'un troisième volume regroupant trente nouveaux entretien aux Éditions de l'Hèbe.
En juin 2012, Joseph Vebret met fin à sa collaboration au Magazine des Livres et lance, avec l'appui de CCM Benchmark Group (repris en octobre 2015 par le groupe Le Figaro), un site internet, Le Salon Littéraire, magazine en ligne consacré aux livres qu'il dirige jusqu'en 2021.
Début 2013, il quitte Paris pour retrouver ses racines et s'installe sur les hauteurs de Ceyrat, près de Clermont-Ferrand. Cette nouvelle source d'inspiration se concrétise depuis 2016 par plusieurs ouvrages consacrés à sa région. Il reçoit en avril 2017, au sommet du puy de Dôme, le prix « Nos racines d'Auvergne » qui récompense chaque année un auteur auvergnat dont les écrits mettent en avant la région. Un deuxième ouvrage, paraît en 2018 : Abécédaire passionné de Clermont-Ferrand. Entretemps, il est nommé membre associé correspondant de l’Académie des Sciences, Belles-Lettres et Arts de Clermont-Ferrand.
Parallèlement, Joseph Vebret poursuit son activité d'éditeur. Après les éditions De Borée, dont il a été conseiller puis directeur littéraire, il rejoint en février 2019 le groupe Losange éditions (Artémis, Chamina, Bonneton et Grenouille) en qualité de conseiller éditorial. À ce titre, il conçoit plusieurs collections, notamment "Les vérités qui dérangent" consacrées à des sujets de société (Le Retour des ultrareligieux, de Patrick Banon, La France des réseaux, de Michel Dansel) et "Au fil des mots" traitant de la langue française. Il lance en mai 2022, sous le label des éditions Christine Bonneton, la revue semestrielle Littératures & Cie diffusée en librairie. En décembre 2022, Littératures & Cie reçoit le Prix Rive Gauche à Paris dans la catégorie revue littéraire.